# Partidul Libertății (Statele Unite ale Americii, 1840)
Partidul Libertății a fost un partid politic minor în Statele Unite în anii 1840 (cu unele ramuri supraviețuind până în anii 1860). Partidul a fost un susținător timpuriu al cauzei aboliționiste⁠(d) și s-a desprins de Societatea Americană Anti-Sclavie⁠(d) (AASS) pentru a susține opinia conform căreia Constituția era un document anti-sclavie. William Lloyd Garrison⁠(d), liderul AASS, a susținut opinia contrară, conform căreia Constituția ar trebui condamnată ca un malefic document pro-sclavie. Partidul includea aboliționiști care erau dispuși să lucreze în politica electorală pentru a încerca să influențeze oamenii să le susțină obiectivele. Prin contrast, radicalul Garrison s-a opus votului și lucrului în cadrul sistemului. Mulți membri ai Partidului Libertății s-au alăturat Partidului Pământul Liber, o grupare anti-sclavie (dar nu aboliționistă) în 1848 și, în cele din urmă, au contribuit la înființarea Partidului Republican în anii 1850.

## Originea partidului
Partidul a fost anunțat în noiembrie 1839 și s-a adunat pentru prima dată la Warsaw, New York⁠(d). Prima sa convenție națională a avut loc la Arcade, New York⁠(d), la 1 aprilie 1840.

Partidul Libertății l-a nominalizat pe James G. Birney⁠(d), fost proprietar de sclavi din Kentucky, pentru funcția de președinte în 1840 și 1844. A doua convenție de nominalizare a avut loc în august 1843 la Buffalo, New York. Platforma Partidului Libertății din 1843 a hotărât „să considere și să trateze” clauza sclavilor fugar⁠(d) din Constituție „drept complet nulă și neavenită și, în consecință, nu face parte din Constituția Statelor Unite” pe motive de drept natural. De asemenea, conținea următorul crez politic:
S-a hotărât ca Partidul Libertății... să ceară divorțul absolut și necondiționat dintre guvernul general [federal] și sclavie și, de asemenea, restabilirea egalității în drepturi între oameni, în fiecare stat în care partidul există sau poate exista.

## Sprijin și influență
Partidul nu a atras prea mult sprijin. La alegerile din 1840, Birney a primit doar 6.797 de voturi, iar la alegerile din 1844 62.103 de voturi (2,3% din votul popular). Cu toate acestea, este posibil să fi făcut ca James Polk să câștige în dauna lui Henry Clay alegerile din 1844, Birney primind 15.800 de voturi la New York și Polk câștigând New York cu 5.100 de voturi. Dacă Clay ar fi câștigat New York-ul, ar fi avut majoritatea voturilor electorale în locul lui Polk.
O a treia convenție de nominalizare a avut loc la Syracuse, New York⁠(d) în octombrie 1847, susținându-l pe John P. Hale din New Hampshire cu 103 voturi (acolo Gerrit Smith⁠(d) a primit patruzeci și patru de voturi pentru nominalizare, cu alte douăsprezece voturi dispersate pentru alții). Cu toate acestea, Hale s-a retras mai târziu din cauza evenimentelor ulterioare din 1848.Format:Start U.S. presidential ticket list
Format:U.S. presidential ticket list row
Format:U.S. presidential ticket list row
Format:U.S. presidential ticket list row
Format:U.S. presidential ticket list row
Format:U.S. presidential ticket list row
Format:U.S. presidential ticket list row
Format:U.S. presidential ticket list row
|}

## Relația cu Partidul Pământul Liber
În 1848, odată cu sentimentul politic stârnit de controversele de pe marginea prevederii Wilmot și cu desprinderea facțiunii aboliționiste „Barnburner⁠(d)” a democraților din New York de restul Partidului Democrat, a existat posibilitatea formării unei structuri politice mult mai mari și mai influente dedicată obiectivelor anti-sclavie – dar nu toți s-au considerat în primul rând aboliționiști și nu erau dispuși să lucreze sub titulatura Partidului Libertății. Prin urmare, mulți membri ai Partidului Libertății s-au întâlnit în Buffalo, New York, cu alte grupuri în august 1848 pentru a forma Partidul Pământul Liber, un partid care, deși se opunea sclaviei, nu era strict aboliționist. O minoritate care nu era dispusă să fuzioneze cu Partidul Solului Liber l-a nominalizat pe Gerrit Smith drept candidat al Partidului Național al Libertății pentru 1848, la o convenție organizată în perioada 14-15 iunie 1848 la Buffalo. Smith a obținut 2.545 de voturi, mai puțin de 1% din totalul voturilor pentru Partidul Pământul Liber.
Partidul Pământului Liber a fuzionat mai târziu cu Partidul Republican în 1854, moment în care multe dintre problemele susținute inițial de Partidul Libertății deveniseră mainstream din punct de vedere politic. Un membru al Partidului Libertății, care mai târziu a câștigat o mare importanță politică ca liber-pământist și republican a fost Salmon P. Chase.
Chase s-a alăturat Partidului Libertății în 1841 și a avut o influență semnificativă asupra platformei Partidului Libertății din 1843–1844, și a organizat Convenția Partidului Libertății din Sud și Vest la Cincinnati în 1845, unde s-au întâlnit mai mulți delegați din Vestul Mijlociu și Sudul Superior. Pentru a lărgi atractivitatea partidului, Chase a susținut completarea retoricii aproape pur religioase și morale a Partidului Libertății din alegerile din 1840 cu analize politice și constituționale și a dorit ca partidul să sublinieze că scopul său imediat este să retragă tot sprijinul direct pentru sclavie al guvernului federal și recunoașterea sclaviei (sau „divorțarea” guvernului federal de sclavie) spre deosebire de simpla solicitare a abolirii sclaviei peste tot în Statele Unite (ceva care depășea puterea legală a guvernului federal așa cum exista atunci Constituția). În 1847–1848, Chase a fost un susținător puternic al mișcării de fuziune, care a dus la formarea Partidului Pământul Liber.
Partidul Libertății a continuat să existe mulți ani după aceea, în ciuda faptului că majoritatea susținătorilor săi au plecat pentru a se alătura unor partide mai puțin motivate din punct de vedere religios. În absența lui Chase, retorica religioasă în cuvântările și platformele oficiale ale partidului a crescut. Platforma din 1848 a condamnat ferm tentativele percepute de a modera partidul. În același an, partidul a început să susțină în mod deschis diverse politici moraliste generale, cum ar fi interzicerea alcoolului, a jocurilor de noroc și a prostituției. În afară de aceste restricții religioase asupra activității pieței, partidul a favorizat în mare măsură comerțul liber și s-a opus tarifelor vamale. Un an mai târziu, a douăzeci și a doua rezoluție a platformei din 1849 a lăudat cartea lui Lysander Spooner, Neconstituționalitatea sclaviei⁠(d).
În 1852, partidul a ținut convenția națională la 30 septembrie la Syracuse, New York. Candidatul la președinție în acel an a fost William Goodell din New York, iar partenerul său pentru vicepreședinție a fost SM Bell din Virginia.
O convenție de stat a Partidului Libertății a avut loc în februarie 1853, la Syracuse.
Până în 1856, mai rămăsese foarte puțin din Partidul Libertății după ce majoritatea membrilor săi trecuseră la Partidul Pământul Liber în 1848 și aproape tot ceea ce a rămas din partid s-a alăturat republicanilor în 1854. Mica rămășiță a partidului l-a renominalizat pe Gerrit Smith sub numele de „Partidul Libertății Naționale”.
În 1860, restul partidului a fost numit Aboliționiștii Radicali. O convenție de o sută de delegați a avut loc la Convention Hall, Syracuse, New York, la 29 august 1960. Au fost prezenți delegați din New York, Pennsylvania, New Jersey, Michigan, Illinois, Ohio, Kentucky și Massachusetts. Câțiva dintre delegați erau femei.
În ciuda sănătății sale precare, errit Smiths  lintratcîn cursă u William Goodell pentru nominalizarea la președinție. În cele din urmă, Smith a fost nominalizat pentru președinție și Samuel McFarland din Pennsylvania a fost nominalizat pentru vicepreședinție.
Candidatura a obținut 171 de voturi populare în Illinois și Ohio. În Ohio, o listă de alegători prezidențiali angajați pentru Smith a candidat sub numele de Partidului Uniunii.

## Alți membri importanți ai Partidului Libertății
- James Appleton⁠(d), membru al legislativului statului Maine și candidat al Partidului Libertății pentru funcția de guvernator (1842)
- Shepard Cary⁠(d), membru democrat al Congresului din Maine și nominalizat pentru guvernator din partea Partidului Libertății (1854)
- Charles Durkee⁠(d), membru al legislativului din Wisconsin și congressman care a trecut la partidul Pământul Liber și apoi senator american ca republican
- Samuel Fessenden⁠(d), co-fondator al Partidului Republican și candidat al Partidului Libertății pentru funcția de guvernator al statului Maine (1847)
- Ezekiel Holmes⁠(d), membru al legislativului statului Maine și de două ori nominalizat pentru funcția de guvernator din partea Partidului Libertății
- Abby Kelley⁠(d), care a vorbit la convenția Partidului Libertății (1843), devenind prima femeie americană care a vorbit la o convenție politică națională